# Jack Sears

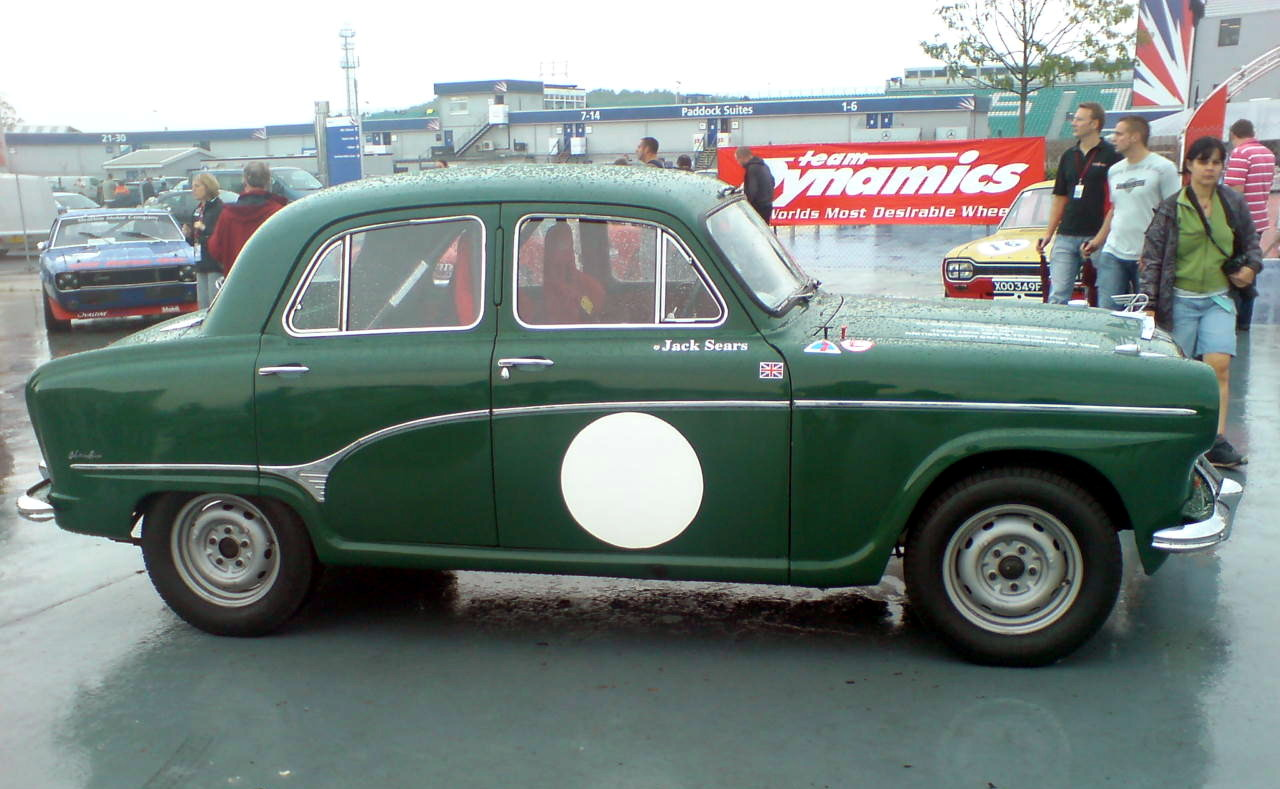
Der Austin A90 Westminster, mit dem Jack Sears 1958 die britische Tourenwagen-Meisterschaft gewann

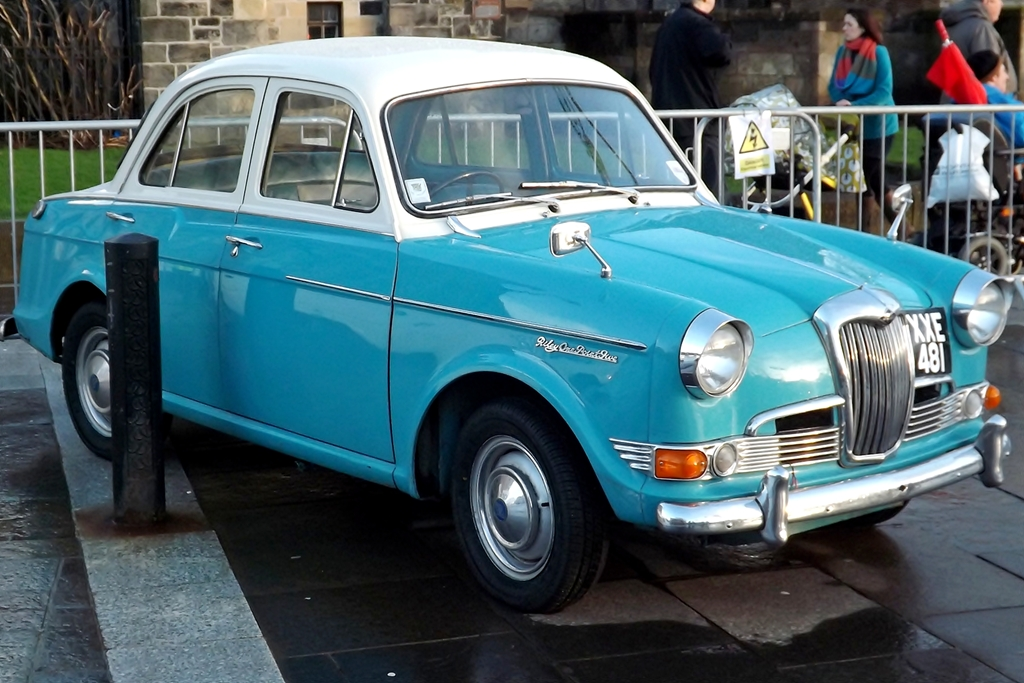
Mit zwei Riley One-Point-Five wurde das Shootout der britischen Tourenwagen-Meisterschaft 1958 entschieden

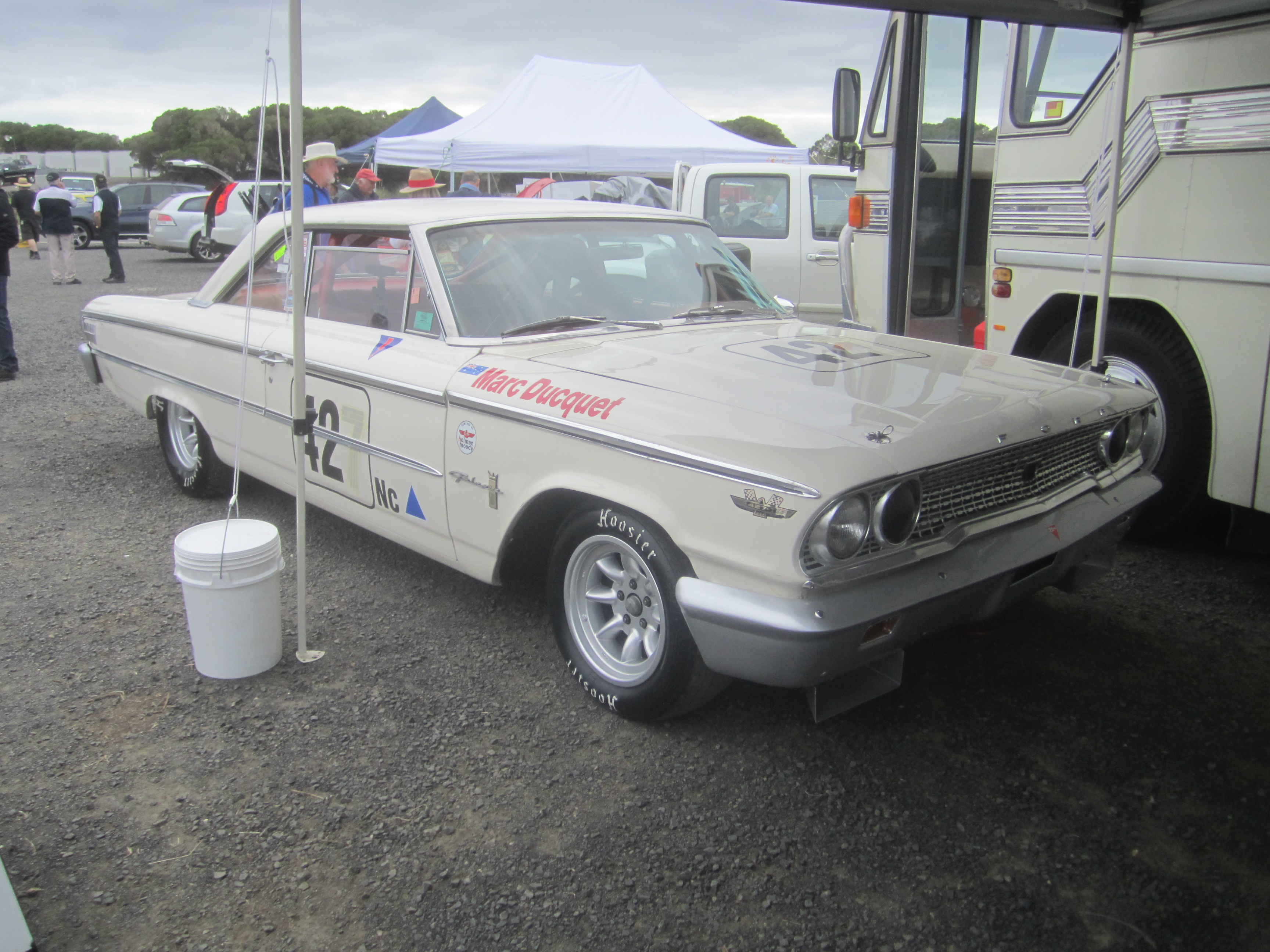
Ford Galaxie 500 Fastback

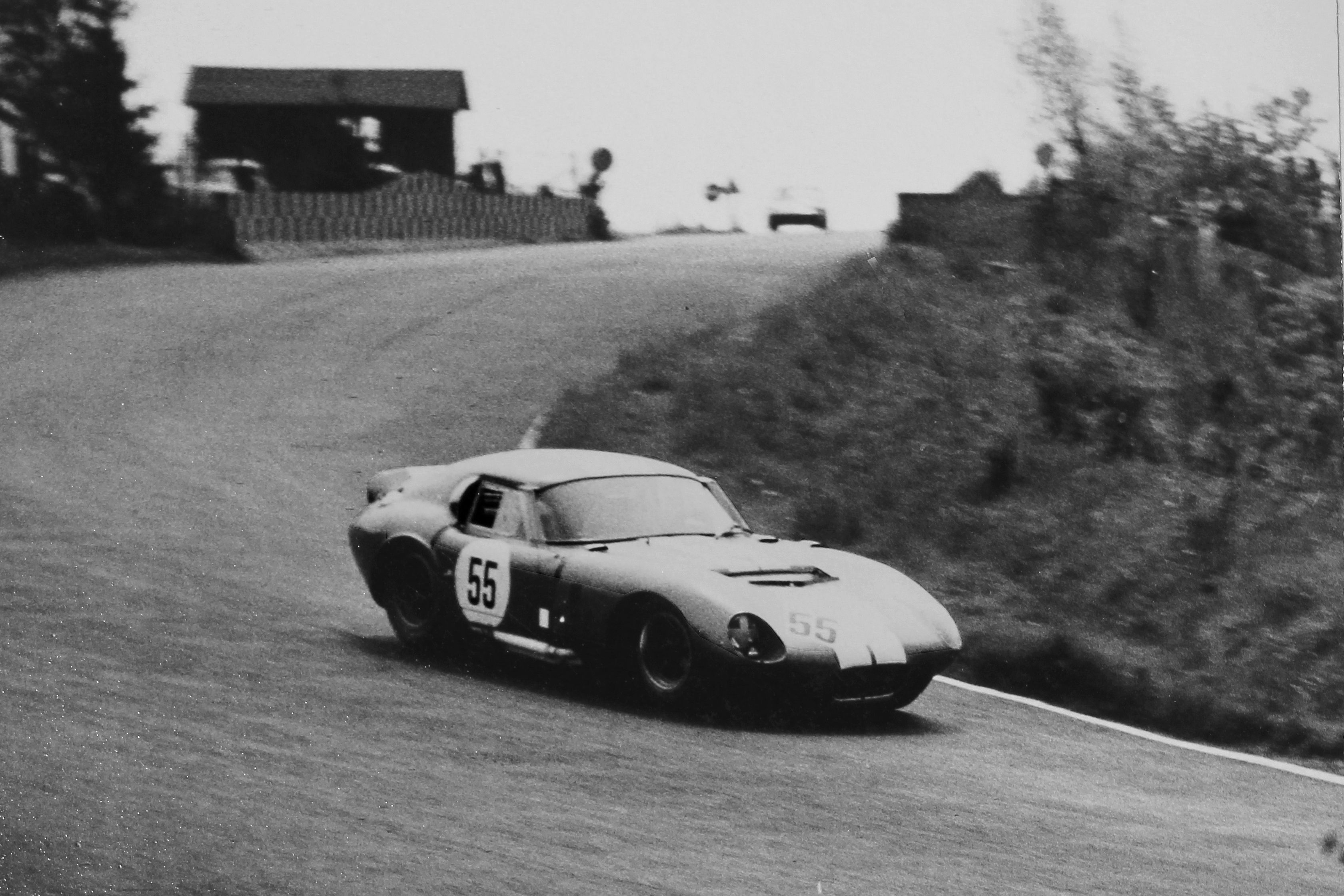
Das Shelby Cobra Daytona Coupé von Jack Sears und Frank Gardner beim 1000-km-Rennen auf dem Nürburgring 1965

John George „Jack“ Sears (* 16. Februar 1930 in Northampton; † 6. August 2016 in Ashill) war ein britischer Autorennfahrer und der Vater von David Sears.

## Karriere als Rennfahrer
Jack Sears war ab den späten 1950er-Jahren bis Mitte der 1960er-Jahre in Großbritannien unter dem Spitznamen Gentleman Jack ein bekannter Touren- und Sportwagenpilot. Außerhalb seines Heimatlandes wurde er vor allem als Mitorganisator der Marathonrallye London–Sydney, die 1968 erstmals ausgetragen wurde, wahrgenommen. Sears war für die Streckenführung 1968 verantwortlich. Das Rennen führte über 31 Etappen und knapp 11.000 Kilometer vom Crystal Palace in London nach Sydney. Zwischen der elften und zwölften Etappe erfolgte die Überfahrt per Schiff von Bombay nach Fremantle. Von den 100 Startern, darunter unter anderen Roger Clark, Lucien Bianchi, Simo Lampinen, Jean-Claude Ogier, Gilbert Staepelaere und Paddy Hopkirk, erreichten 56 das Ziel. Sieger wurde Andrew Cowan auf einem Hillman Hunter.
Seine Karriere als Rennfahrer begann 1950 mit Clubrennen. Später folgten Rallyes und Bergrennen. 1954 gab es erste Erfolge mit Fahrzeugen von Brian Lister, der die Einsätze auch finanzierte. 1958 wurde er Britischer Tourenwagenmeister und gewann damit die erste Meisterschaft dieser Rennserie. Der Titel kam auf ungewöhnliche Weise zustande. Nach dem letzten Wertungslauf in Brands Hatch gab es zwischen Tommy Sopwith und Sears Punktegleichstand. Laut Reglement sollte in diesem Fall ein Münzwurf über den Titelträger entscheiden. Um diese unpopuläre Entscheidung zu umgehen, entschieden sich die Verantwortlichen der Serie zu einem finalen Rennen der beiden Piloten in Brands Hatch. Zwei Riley One-Point-Five wurden vorbereitet. Die Fahrer mussten fünf Runden zurücklegen, danach die Fahrzeuge tauschen und wieder fünf Runden fahren. Sieger und damit Meisterschaftsgewinner wurde jener Fahrer, der die beste Zeit in Addition der beiden Läufe erzielte. Sears gewann mit einem Vorsprung von 1,6 Sekunden.
Nach einem dritten Endrang 1962, auf einem Jaguar MkII 3.8 hinter John Love (Morris Mini Cooper) und Peter Harper (Sunbeam Rapier), gewann er 1963 seinen zweiten britischen Tourenwagen-Meistertitel. Der Vorsprung auf den zweitplatzierten John Whitmore betrug nur zwei Punkte (Sears erreichte 71 Zähler). Einsatzwagen war ein Ford Cortina GT. Seine drei Saisonsiege erzielte er aber mit einem aus der NASCAR kommenden 7-Liter-Ford Galaxie.
Sears war viermal beim 24-Stunden-Rennen von Le Mans und zweimal beim 12-Stunden-Rennen von Sebring am Start. In Le Mans gab er sein Debüt 1960 als Partner von Peter Riley auf einem Austin-Healey 3000. Das Rennen endete nach 89 gefahrenen Runden durch einen Lagerschaden vorzeitig. 1963 fuhr er einen Ferrari 330LMB für Maranello Concessionaires, das Team von Ronnie Hoare. Gemeinsam mit Mike Salmon erreichte er den fünften Rang im Schlussklassement und gewann die Klasse für GT-Fahrzeuge bis 4 Liter Hubraum. Nach einem Ausfall 1964 platzierte er sich 1965 zum zweiten Mal unter den ersten zehn der Gesamtwertung. Mit Dick Thompson als Teamkollegen fuhr er einen Werks-Shelby Coupe Daytona an die achte Stelle der Endwertung.
Sein Sebring-Debüt gab er 1960. Zwei Jahre später wurde er Gesamtsechzehnter; Partner im MGA war Andrew Hedges.
Das zweite britische Rennteam, für das Sears neben Maranello Concessionaires Touren- und Sportwagenrennen bestritt, war die Rennmannschaft von John Willment. Willment, Bauunternehmer und einer der größten Ford-Händler Großbritanniens, gründete 1966 gemeinsam mit John Wyer dessen höchst erfolgreichen Rennstall. Von 1963 bis 1965 fuhr Sears für Willment AC Cobras und Shelby Daytonas bei internationalen Sportwagenrennen.
Das Daytona Coupé, das Sears beim 1000-km-Rennen auf dem Nürburgring 1965 fuhr, meldete jedoch nicht Willment, sondern Alan Mann Racing. Teamkollege war der Australier Frank Gardner. Im Rennen erreichte das Duo den zehnten Rang in der Gesamtwertung, eine Runde hinter den Teamkollegen Bob Bondurant und Jochen Neerpasch, die Siebte wurden. Die Platzierung bedeutete den zweiten Rang in der Klasse für GT-Wagen über 3-Liter-Hubraum.
Jack Sears hatte auch einige Monoposto-Einsätze. 1960 wurde er auf einem Cooper T51 18. bei der Vanwall Trophy und hinter Trevor Taylor und George Lawton Dritter bei der Crystal Palace Trophy.
Nach seinem Rücktritt als aktiver Fahrer nach dem Ablauf der Saison 1965 wurde er Landwirt in Norfolk. Er starb im August 2016.

## Statistik

### Le-Mans-Ergebnisse
| Jahr | Team                           | Fahrzeug             | Teamkollege   | Platzierung            | Ausfallgrund |
| ---- | ------------------------------ | -------------------- | ------------- | ---------------------- | ------------ |
| 1960 | Jack Sears                     | Austin-Healey 3000   | Peter Riley   | Ausfall                | Lagerschaden |
| 1963 | Maranello Concessionaires Ltd. | Ferrari 330LMB       | Mike Salmon   | Rang 5 und Klassensieg |              |
| 1964 | AC Cars Ltd.                   | AC Cobra Coupé       | Peter Bolton  | Ausfall                | Unfall       |
| 1965 | AC Cars Ltd.                   | Shelby Coupe Daytona | Dick Thompson | Rang 8                 |              |

### Sebring-Ergebnisse
| Jahr | Team                | Fahrzeug           | Teamkollege   | Platzierung | Ausfallgrund |
| ---- | ------------------- | ------------------ | ------------- | ----------- | ------------ |
| 1960 | British Motor Corp. | Austin-Healey 3000 | Peter Riley   | Rang 33     |              |
| 1962 | Ecurie Safety Fast  | MGA                | Andrew Hedges | Rang 16     |              |

### Einzelergebnisse in der Sportwagen-Weltmeisterschaft
| Saison | Team                                  | Rennwagen                    | 1   | 2   | 3   | 4   | 5   | 6   | 7   | 8   | 9   | 10  | 11  | 12  | 13  | 14  | 15  | 16  | 17  | 18  | 19  | 20  | 21  | 22  |
| ------ | ------------------------------------- | ---------------------------- | --- | --- | --- | --- | --- | --- | --- | --- | --- | --- | --- | --- | --- | --- | --- | --- | --- | --- | --- | --- | --- | --- |
| 1960   | BMC Jack Sears                        | Austin-Healey 3000           | BUA | SEB | TAR | NÜR | LEM |     |     |     |     |     |     |     |     |     |     |     |     |     |     |     |     |     |
| 1960   | BMC Jack Sears                        | Austin-Healey 3000           |     | 33  |     |     | DNF |     |     |     |     |     |     |     |     |     |     |     |     |     |     |     |     |     |
| 1962   | Ecurie Safety Fast                    | MGA                          | DAY | SEB | SEB | MAI | TAR | BER | NÜR | LEM | TAV | CCA | RTT | NÜR | BRI | BRI | PAR |     |     |     |     |     |     |     |
| 1962   | Ecurie Safety Fast                    | MGA                          | 16  |     |     |     |     |     |     |     |     |     |     |     |     |     |     |     |     |     |     |     |     |     |
| 1963   | Maranello Concessionaires John Coombs | Ferrari 330LMB Jaguar E-Type | DAY | SEB | SEB | TAR | SPA | MAI | NÜR | CON | ROS | LEM | MON | WIS | TAV | FRE | CCE | RTT | OVI | NÜR | MON | MON | TDF | BRI |
| 1963   | Maranello Concessionaires John Coombs | Ferrari 330LMB Jaguar E-Type |     |     |     |     |     |     |     |     |     | 5   |     |     |     |     |     | 4   |     |     |     |     |     |     |
| 1964   | AC Cars John Willment                 | AC Cobra                     | DAY | SEB | TAR | MON | SPA | CON | NÜR | ROS | LEM | REI | FRE | CCE | RTT | SIM | NÜR | MON | TDF | BRI | BRI | PAR |     |     |
| 1964   | AC Cars John Willment                 | AC Cobra                     |     |     |     |     |     |     |     |     | DNF |     |     |     | 4   |     |     |     |     |     |     |     |     |     |
| 1965   | Alan Mann Racing                      | Shelby Daytona               | DAY | SEB | BOL | MON | MON | RTT | TAR | SPA | NÜR | MUG | ROS | LEM | REI | BOZ | FRE | CCE | OVI | NÜR | BRI | BRI |     |     |
| 1965   | Alan Mann Racing                      | Shelby Daytona               |     |     |     |     | 9   | 7   |     |     | 10  |     |     | 8   | 9   |     |     | 4   |     |     |     |     |     |     |